# Août 1953

## Évènements
- France : grève générale des employés des services publics et parapublics, à la suite de l'annonce par le gouvernement modéré de Joseph Laniel, d'un plan d'économies dans la fonction publique et les entreprises nationalisées et du recul de l'âge de la retraite. Près de quatre millions de grévistes pendant un mois.
- Plan Johnston, présenté par l’ambassadeur américain pour parvenir à une entente israélo-arabe par le biais de la gestion des eaux. Tous les cours d’eau du nord seraient regroupés vers le lac de Tibériade d’où partiraient les réseaux d’irrigation vers le sud. Le stock d’eau constitué serait réparti entre Israël, la Syrie et la Jordanie. Israël réclame une part plus importante, incluant les eaux du Litani au Liban. Les États arabes refusent dans la mesure où tous les cours d’eau sont sur leurs territoires.
- Publication du programme électoral du parti libéral du Canada[1].
- 1er août : Dans un camp de la mine no 29 (du nom de Iourchor) du goulag de Vorkouta en URSS, les détenus ne crurent pas la délégation de Moscou dirigée par le général Ivan Maslennikov et ils refusèrent de reprendre le travail. Les soldats arrivèrent avec une lance à eau pour disperser les détenus. Mais avant qu'ils aient le temps de dérouler les tuyaux les prisonniers avancèrent comme un mur obligeant le véhicule des pompiers à reculer. Les gardes ont tiré deux salves sur les détenus. Mais comme ils se tenaient par le bras, personne ne tomba, même les morts et les blessés. Il y eut quatre salves puis des mitrailleuses lourdes ouvrirent le feu. Les documents officiels du Ministère de l'Intérieur parlent de 42 morts et 135 blessés. D'autres témoins parlent de centaines de victimes. Selon d'autres sources, le nombre de morts fut de 53 et il y eut 124 blessés, dont 41 graves et 83 légers[réf. nécessaire].

- 2 août : 
  - réforme agraire en Bolivie, inspirée de la Constitution mexicaine de 1917. Elle procède à la nationalisation des terres et affirme le principe selon lequel « la terre appartient à celui qui la cultive ». Deux millions d’Indiens, qui vivaient sous un régime féodal, sont libérés. Près de 10 millions d’hectares sont distribués à 200 000 familles, surtout dans les hautes terres.
  - Formule 1 : Grand Prix automobile d'Allemagne.
- 3 août : le Lockheed L-749A Constellation immatriculé F-BAZS de la compagnie Air France amerrit d’urgence non loin de Fethiye en Turquie, après avoir perdu l'usage de 2 moteurs sur 4, à cause d'une rupture d’une pale d’hélice. L'accident fait 4 morts[2].
- 10 août : 
  - Les Britanniques créent la Fédération de Rhodésie et du Nyasaland, assurant aux 290 000 Blancs une position dominante, alors que les minorités asiatiques ont un rôle important dans l’économie et que les Noirs sont les plus nombreux (7,5 millions). Le Nyassaland African Congress (NAC) s’oppose vivement à cette fédération (fin le 31 décembre 1963).
  - Élection fédérale au Canada remportées par le parti libéral. Louis Stephen Saint-Laurent (libéral) est réélu premier ministre du Canada
  - L'Égypte s'impose avec 122 médailles dont 67 en or lors des 1er jeux panarabes.
  - L'Union française commandée par le Général Leblanc l'emporte sur le régiment Viêt Minh de Tran Quy Ha au terme de l'opération Camargue pendant la guerre d'Indochine.
  - Élection fédérale canadienne :  Louis St-Laurent forme un nouveau gouvernement majoritaire libéral.
- 12 août : 
  - Un séisme en Céphalonie, au large de la Grèce, fait 476 victimes.
  - L'URSS fait exploser sa première bombe H.
- 15 août : le Glaoui, pacha de Marrakech, soutenu par les colons et l’administration, prend la tête d’un mouvement d’opposition antidynastique et fait proclamer un nouveau chef religieux au Maroc, Ben Arafa.
- 19 août : violentes émeutes à Téhéran. Les partisans du chah Mohammad Reza Pahlavi, soutenus par la CIA (opération Ajax), renversent le dirigeant nationaliste iranien Mohammad Mossadegh qui est arrêté. Le chah, qui s’était réfugié à Rome, rentre à Téhéran.
- 20 août : 
  - Arrestation et exil sur ordre de la Résidence française du sultan du Maroc Sidi Mohammed ben Youssef pour avoir préconisé une révision du régime du Protectorat au détriment de l’autorité française. Il est remplacé par Ben Arafa, qui n’aura aucune autorité. Grave détérioration des rapports franco-marocains. Le terrorisme anti-européen et la répression policière se développent.
  - Début de la 18e Mostra de Venise.
- 23 août (Formule 1) : Grand Prix automobile de Suisse.
- 26 août : l'Italie s'impose avec 6 médailles dont 2 en or lors des 49e championnats du monde de cyclisme sur piste. La France a remporté deux médailles, une en argent et une en bronze ; la Belgique a remporté une médaille, en or.
- 27 août : 
  - concordat entre l'Espagne et le Vatican qui légitime le régime franquiste. « La religion catholique est la seule religion de la nation espagnole »[3].
  - Premier vol d'un De Havilland Comet 2.
- 28 août : les infiltrations de réfugiés palestiniens sur le territoire hébreu à partir de la Cisjordanie se transforment en véritables opérations de commando. L’armée israélienne constitue une unité militaire irrégulière, l’unité 101, commandée par Ariel Sharon, et destinée à opérer des coups de force sur le territoire jordanien. En octobre, un raid de l’unité 101 cause la mort de 63 Arabes. À partir de l’été 1954, la légion arabe parvient à contrôler les infiltrations palestiniennes et les raids israéliens cessent.

## Naissances
- 2 août : Peter-Michael Kolbe, rameur allemand († 8 décembre 2023).
- 4 août : 
  - Jamie Aube, pilote automobile américain.
  - Annick Coupé, syndicaliste, ancienne porte-parole, de 2001 à 2014, de l'Union syndicale Solidaires.
  - Hamidou Dia, écrivain sénégalais († 4 février 2018).
  - Declan Donnellan, metteur en scène de théâtre, réalisateur et auteur britannique.
  - Vini Reilly, auteur, compositeur et musicien anglais, leader du groupe post-punk The Durutti Column.
  - Antonio Tajani, homme politique italien, membre fondateur de Forza italia.
  - Richard White, acteur et chanteur d'opéra américain.
- 7 août : Guy de Kerimel, évêque catholique français, archevêque de Toulouse.
- 8 août : 
  - Nigel Mansell, pilote automobile britannique, champion du monde de Formule 1 en 1992.
  - Lloyd Austin, général américain, Secrétaire à la Défense des États-Unis d'Amérique depuis 2021.
- 9 août : 
  - Christophe Salengro, artiste français († 30 mars 2018).
  - Bruno Parent, haut-fonctionnaire français.
- 11 août : Hulk Hogan, catcheur et acteur américain († 24 juillet 2025).
- 15 août : Wolfgang Hohlbein, auteur allemand de science fiction.
- 17 août : Robert Brent Thirsk, spationaute canadien.
- 26 août : Edward Lowassa, homme politique tanzanien († 10 février 2024).
- 27 août : Alex Lifeson,  guitariste de rock.

## Décès
- 11 août : Tazio Nuvolari, 60 ans, coureur motocycliste et pilote automobile italien. (° 16 novembre 1892)